# Ahmad al-Ghazālī
Ahmad al-Ghazālī (arabisch مجد الدين أبو الفتوح أحمد الغزالى, DMG Maǧd ad-Dīn Abū l-Futūḥ Aḥmad al-Ġazālī, auch persisch احمد غزالى, DMG Aḥmad-i Ġazālī, geb. im 11. Jahrhundert; gest. 1126) war ein persischer islamischer Mystiker des 11. und 12. Jahrhunderts und der jüngere Bruder des berühmten Sufis Abu Hamid al-Ghazali.
Während sein Bruder eher dem gemäßigten Sufismus zuzurechnen ist, schockierte Ahmad Ghazali die orthodoxen Gläubigen durch seine Liebestheorien, die er in der auf Persisch verfassten Schrift Sawanih („Aphorismen über die Liebe“) niederschrieb.
Ahmad wirkte als Prediger und Lehrmeister. Zu seinen Schülern zählten zahlreiche bedeutende Sufis, darunter der 1131 wegen Häresie hingerichtete Ainul Qudat Hamadhani.

## Werkausgaben
- Aphorismen über die Liebe (Kitāb Sawāniḥ), hrsg. von Hellmut Ritter (1942, in MENAdoc)
- Gedanken über die Liebe. Deutsch von R. Gramlich. Wiesbaden 1976
- At-Tajrid fi kalimat at-tauhid. Der reine Gottesglaube. Das Wort des Einheitsbekenntnisses. Übersetzt und kommentiert von R. Gramlich. Wiesbaden 1983